# Fungo dimórfico

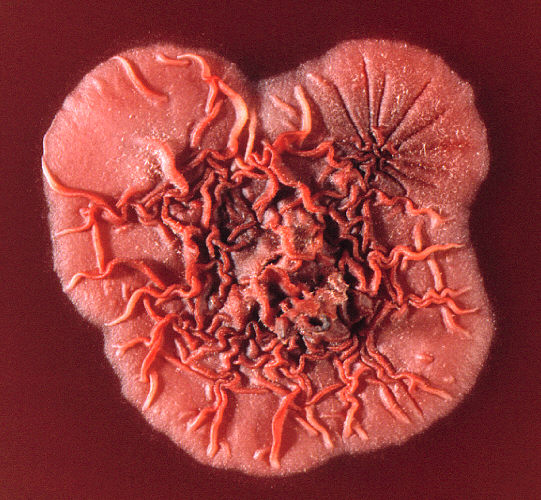
Foto de um exemplo de fungo dimórfico, a Penicilina.

Os fungos dimórficos são fungos que podem existir nas formas bolor, hifal, filamentosa, ou como levedura. Um exemplo é Penicillium marneffei:
- À temperatura ambiente, desenvolve-se como um bolor.
- À temperatura corporal, desenvolve-se como uma levedura.

Várias espécies são potenciais patógenos, incluindo Coccidioides immitis, Paracoccidioides brasiliensis, Candida albicans, Ustilago maydis, Blastomyces dermatitidis, Histoplasma capsulatum, e Sporothrix schenckii.